# 中国共産党第十八回全国代表大会
中国共産党第十八次全国代表大会は、2012年11月8日から14日までの間、北京で開催された中国共産党の全国代表大会（党大会）である。略称は、中共「十八大」、あるいは中共「第十八回党大会」。

## 概要
大会のテーマは「中国の特色ある社会主義の道に沿って揺るぎなく前進し、ややゆとりある社会(小康社会)の、全面的建設のために奮闘しよう」というものであった。この大会では習近平らをはじめとする党の「新指導部」の主要メンバーが、党中央委員に選出された。
- 全国党員数：8260万2千名（2011年12月）[2]。
- 代表：2268人
- 招請代表：57人[3]。
- 開催場所：北京・人民大会堂
- 開催期間：2012年11月8日-14日

## 大会機構
第十八次全国代表大会を主催運営する主要メンバーは、次の通りである。
- 主席団：247人
- 主席団常務委員会（41名）：
  - 胡錦濤（総書記）、江沢民（元総書記）、呉邦国、温家宝、賈慶林、李長春、習近平、李克強、賀国強、周永康、王剛、王楽泉、王兆国、王岐山、回良玉、劉淇、劉雲山、劉延東、李源潮、汪洋、張高麗、張徳江、兪正声、徐才厚、郭伯雄、李鵬、万里、喬石、朱鎔基、李瑞環、宋平、尉健行、李嵐清、曽慶紅、呉官正、羅幹、范長竜、許其亮、何勇、令計画、王滬寧

- 大会秘書長：習近平
- 大会副秘書長：劉雲山、李源潮、栗戦書
- 大会代表資格審査委員会 
  - 主任：賀国強
  - 副主任：李源潮、李継耐

## 総書記による活動報告
本大会は呉邦国の司会で2012年11月8日午前9時（日本時間で午前10時）に開幕し、胡錦涛総書記が演壇に立ち政治活動報告が行われた。そのなかで胡錦涛は、第17期中央委員会の活動を12に分けて報告し、過去10年間の、彼の総書記任期中の総括も行った。
1. 過去5年間（2007年～2012年）の活動

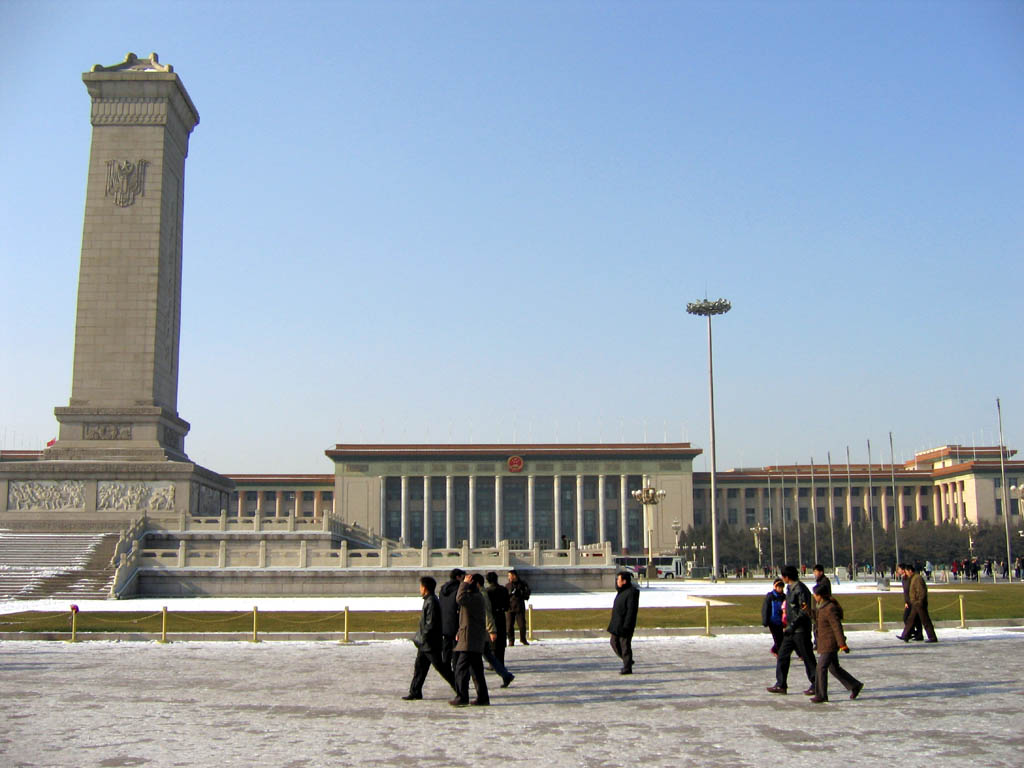
中共十八大が開かれた北京人民大会堂

2. 中国の特色ある社会主義の新たな勝利を勝ち取ったこと。
3. ややゆとりある社会の全面的完成と改革開放の全面的深化の目標を推進したこと。
4. 社会主義と市場経済の体制を整備し、経済成長パターンの転換を加速させたこと。
5. 中国の特色ある社会主義政治発展の道を堅持し、政治体制改革を推進したこと。
6. 社会主義的文化的強国の建設を着実に推進したこと。
7. 民生の改善と管理の革新における社会建設を強化したこと。
8. 環境保護文明の建設を力強く推進したこと
9. 国防と軍隊の現代化を加速させたこと。
10. 「一国二制度」の実践を拡充し、祖国統一を推進したこと。
11. 人類の平和と発展の崇高な事業を継続的に推進したこと。
12. 党建設の科学化水準を全面的に向上させたこと。

## 委員選挙
本大会最終日の11月14日に党中央委員会委員の選挙が行われた。習近平、李克強らをはじめとする205人の党中央委員会委員が選出された。他に党中央委員候補、党中央紀律検査委員会委員も、あわせて選出された。
- 于広洲、習近平、馬凱、馬飆、馬興瑞、馬暁天、王君、王侠、王珉、王勇、王晨、王毅、王三運、王万賓、王玉普、王正偉、王東明、王光亜、王偉光、王安順、王志剛、王岐山、王滬寧、王国生、王学軍、王建平、王勝俊、王洪堯、王憲魁、王冠中、王家瑞、王教成、王新憲、王儒林、支樹平、尤権、車俊、尹蔚民、巴音朝魯、巴特爾、盧展工、葉小文、田中、田修思、白瑪赤林、白春礼、令計画、吉炳軒、朱小丹、朱福熙、全哲洙、劉鵬、劉源、劉鶴、劉雲山、劉亜洲、劉成軍、劉偉平、劉延東、劉奇葆、劉暁江、劉家義、劉粤軍、劉福連、許達哲、許其亮、許耀元、孫懐山、孫建国、孫春蘭、孫政才、孫思敬、蘇樹林、杜青林、杜金才、杜恒岩、李偉、李斌、李従軍、李東生、李立国、李紀恒、李克強、李学勇、李建華、李建国、李鴻忠、李源潮、楊晶、楊伝堂、楊金山、楊棟樑、楊潔篪、楊煥寧、肖鋼、肖捷、呉昌徳、呉勝利、呉愛英、呉新雄、何毅亭、冷溶、汪洋、汪永清、沈躍躍、沈徳詠、宋大涵、宋秀岩、張陽、張茅、張毅、張又侠、張仕波、張慶偉、張慶黎、張志軍、張国清、張宝順、張春賢、張高麗、張海陽、張裔炯、張徳江、陸昊、陳希、陳雷、陳全国、陳求発、陳宝生、陳政高、陳敏爾、努爾・白克力、苗圩、范長龍、林軍、林左鳴、尚福林、羅志軍、羅保銘、周済、周強、周本順、周生賢、鄭衛平、房峰輝、孟学農、孟建柱、項俊波、趙実、趙正永、趙楽際、趙克石、趙克志、趙宗岐、趙洪祝、胡沢君、胡春華、兪正声、姜大明、姜異康、駱恵寧、秦光栄、袁純清、袁貴仁、耿恵昌、聶衛国、栗戦書、賈廷安、夏宝龍、鉄凝、徐守盛、徐紹史、徐粉林、高虎城、郭声琨、郭金龍、郭庚茂、郭樹清、黄興国、黄奇帆、黄樹賢、曹建明、戚建国、常万全、鹿心社、彭勇、彭清華、蔣定之、蔣建国、蔣潔敏、韓正、韓長賦、焦煥成、謝伏瞻、強衛、楼継偉、解振華、褚益民、蔡武、蔡名照、蔡英挺、蔡赴朝、雒樹剛、魏亮、魏鳳和

## 一中総
なお本大会の閉会にともなって、ひきつづき中国共産党第十八期中央委員会第一回総会（第十八期一中総。いわゆる「一中全会」）が、翌2012年11月15日午前から開催された。

## 祝電
ベトナム共産党、キューバ共産党、朝鮮労働党などの社会主義諸国の執権党、社民党、日本共産党、民主党、創価学会など各国から祝電が寄せられたが、台湾問題で対立してきた中国国民党の中央委員会が初めて祝電を打ち、一中全会で習近平が中国共産党中央委員会総書記に選出されたことを中国国民党主席でもある馬英九台湾地区総統（いわゆる「中華民国総統」）が、国民党主席の名義で祝電を送ったのは異例であった。